# Fudbalski Klub Tekstilac Derventa
Il Fudbalski klub Tekstilac Derventa (in serbo cirillico Фудбалски клуб Teкcтилaц Дepвeнтa), fondato nel 1919 e conosciuto semplicemente come Tekstilac Derventa, è una società calcistica di Derventa.

## Storia
Fondata nel 1919 come FK Dečko nel secondo dopoguerra ottenne la denominazione attuale. 
Nell'estate 2019 si è tenuta un'esibizione commemorativa per i 100 anni dalla fondazione della società, la partita si è disputata tra i veterani del club e quelli della Stella Rossa.